# Verordnung (EU) 2015/2365
Die Verordnung (EU) 2015/2365 des Europäischen Parlaments und des Rates vom 25. November 2015 über die Transparenz von Wertpapierfinanzierungsgeschäften und der Weiterverwendung sowie zur Änderung der Verordnung (EU) Nr. 648/2012, englisch Transparency of Securities Financing Transactions Regulation, Kurzbezeichnungen SFTR oder SFT-VO vom 25. November 2015 (veröffentlicht im Amtsblatt der Europäischen Union L, Nr. 337, S. 1) legt Transparenzvorschriften für Wertpapierfinanzierungsgeschäfte fest.
Mit der Verordnung wurde den namensgebenden Wertpapierfinanzierungsgeschäften ein Rechtsrahmen gegeben, um die Märkte für Wertpapierfinanzierungen und damit auch das Finanzsystem transparenter zu gestalten. Die darin enthaltenen Transparenzvorschriften sollten die Meldung von Einzelheiten der Wertpapierfinanzierungsgeschäfte zwischen allen Marktteilnehmern, d. h. finanziellen wie nichtfinanziellen Unternehmen, vorsehen, wobei unter anderem anzugeben ist, wie sich die Sicherheit zusammensetzt, ob die Sicherheit zur Weiterverwendung verfügbar ist oder bereits weiterverwendet wurde, ob Ersatz-Sicherheiten gestellt wurden und welche Sicherheitsabschläge vorgenommen wurden.

## Zweck und Ziel der Verordnung

### Erwägungsgründe
Wertpapierfinanzierungsgeschäfte sind in den Fokus Regulierungs- und Aufsichtsbehörden, weil sie – ähnlich den Verbriefungspraktiken – über eine Vielzahl von Wiederverwendungen zur undurchsichtigen Verlagerung von (Ausfall-)Risiken führen können und sich somit signifikant hohe Fremdanteile in den Bilanzen etwaiger Finanzinstitute bilden können, die im Falle eines Zusammenbruchs auch nur eines Teilnehmers zum Zusammenbruch der gesamten Transaktionskette führen können. Sie zählen damit zu den Praktiken, die (auch) dem Schattenbankwesen zugeordnet werden.

### Struktur der Verordnung

#### Kapitel
Die Verordnung gliedert sich wie folgt:
1. Kapitel I: Gegenstand, Anwendungsbereich und Begriffsbestimmungen (Art. 1–3)
2. Kapitel II: Transparenz von Wertpapierfinanzierungsgeschäften (Art. 4)
3. Kapitel III: Registrierung und Beaufsichtigung eines Transaktionsregisters (Art. 5–12)
4. Kapitel IV: Transparenz gegenüber Anlegern (Art. 13–14)
5. Kapitel V: Transparenz der Weiterverwendung (Art. 15)
6. Kapitel VI: Aufsicht und zuständige Behörden (Art. 16–18)
7. Kapitel VII Beziehungen zu Drittländern (Art. 19–21)
8. Kapitel VIII: Verwaltungsrechtliche Sanktionen und andere Verwaltungsmaßnahmen (Art. 22–28)
9. Kapitel IX: Überprüfung (Art. 29)
10. Kapitel X: Schlussbestimmungen (Art. 30–33)

#### Schwerpunkte der Verordnung
Die Verordnung lässt sich in folgende drei Schwerpunkte unterteilen:
1. Wertpapierfinanzierungsgeschäfte (Securities Financing Transactions) (Kapitel II, Art. 4) und entsprechende Transparenzregister (Kapitel III, Art. 5–12)
2. Transparenzanforderungen für Investmentvermögen im Hinblick auf die Vornahme von Wertpapierfinanzierungsgeschäften (Kapitel IV, Art. 13–14)
3. Vorgaben für die Weiterverwendung von Sicherheiten (Kapitel V, Art. 15)

Zur Regelung bestimmter Einzelheiten enthält die SFT-Verordnung an unterschiedlichen Stellen Klauseln, durch die die Kommission zum Erlass technischer Regulierungsstandards und Durchführungsverordnungen ermächtigt wird.
Die SFT-Verordnung betrifft damit nicht allein die namensgebenden Wertpapierfinanzierungsgeschäfte, sondern berührt zugleich auch andere Themenbereiche, für die bereits eigene Rechtsakte existieren.
- Die SFT-Verordnung ist in Bezug auf die Wertpapierfinanzierungsgeschäfte inhaltlich eng verwandt mit der EMIR. So werden Meldevorschriften und Transaktionsregister für zeitlich gestreckte Geschäfte entwickelt, bei denen sich das Gegenparteirisiko nach Abschluss des Geschäfts bis zur vollständigen Erfüllung gravierend verschieben kann.
- Der Abschnitt über die Weiterverwendung von Sicherheiten bezieht sich dagegen in vielen Punkten auf die Finanzsicherheitenrichtlinie,[3] während die Transparenzanforderungen für Investmentvermögen zwar auch im weiteren Zusammenhang mit Wertpapierfinanzierungsgeschäften stehen, thematisch jedoch eher ein kapitalanlagerechtlicher Aspekt betroffen ist.

## Wertpapierfinanzierungsgeschäfte

### Definition des Wertpapierfinanzierungsgeschäfts
Die EU-Kommission ging im Gesetzgebungsverfahren von folgender Bedeutung der Wertpapierfinanzierungsgeschäfte aus:

„Wertpapierfinanzierungsgeschäfte verschaffen Marktteilnehmern Zugang zu besicherter Refinanzierung, d. h. sie geben ihnen die Möglichkeit, Vermögenswerte einzusetzen, um sich Finanzierungsmittel zu beschaffen. Dabei werden Vermögenswerte vorübergehend für Finanzierungstransaktionen verpfändet. Beispiele für Wert- papierfinanzierungsgeschäfte sind Wertpapierleih- oder -verleihgeschäfte, Pensionsgeschäfte oder umgekehrte Pensionsgeschäfte, ‚Buy-sell back‘– oder ‚Sell- buy back‘-Geschäfte sowie Lombardgeschäfte.“

Damit tritt neben das allgemeine Risiko des Wertverlustes des jeweiligen Vermögenswert zusätzlich das Risiko, dass die jeweilige Gegenpartei (d. h. der Empfänger des Wertpapiers) ausfällt.
Als Wertpapierfinanzierungsgeschäfte im Sinne der Verordnung gelten aufgrund der obenstehenden Erwägungen
1. Pensionsgeschäfte
2. Wertpapier- oder Warenleihgeschäfte
3. Kauf-/Rückverkaufgeschäfte oder  Verkauf-/Rückkaufgeschäfte sowie
4. Lombardgeschäfte.

### Meldepflichten und Transparenzregister
Nach der SFT-Verordnung sollen sämtliche Formen von Wertpapierfinanzierungsgeschäften gemeldet werden. Grundsätzlich sind sämtliche Gegenparteien eines Wertpapierfinanzierungsgeschäfts zur Meldung verpflichtet; Ausnahmen und Einschränkungen bestehen jedoch – etwa wenn eine kleine „nichtfinanzielle Gegenpartei“ am Geschäft beteiligt ist bzw. wenn die BIZ, eine Zentralbank oder öffentliche Stellen der EU, die für die staatliche Schuldenüberwachung zuständig sind, am jeweiligen Wertpapierfinanzierungsgeschäft beteililigt sind.
Gemeldet werden sollen Rechtsträgerkennungen und Internationale Wertpapierkennnummer (ISIN) und eindeutige Transaktionskennungen sowie Einzelheiten zu Gegenparteien, zu Krediten und Sicherheiten, zu Einschluss- bzw. Nachschusszahlungen Weiterverwendung, zu reinvestierten Barmitteln und zu Finanzierungsquellen.

### Keine Clearing-Pflicht
Eine explizite Clearingpflicht – wie sie Art. 4 EMIR vorsieht – besteht im Rahmen der SFT-Verordnung nicht. Die Disziplinierung zum Clearing soll vielmehr darüber erfolgen, dass, sollte kein Clearing erfolgt sein, erhöhte Sicherheitsabschläge vorzunehmen sind.

## Vorgaben für Investmentfonds
Da auch Investmentfonds zur Vornahme von Wertpapierfinanzierungsgeschäften berechtigt sind, um ihre Rendite zu steigern, wurden besondere Transparenzpflichten für Investmentfonds festgelegt, damit potentielle Anleger das Risikoprofil angemessen beurteilen können. Zur Offenlegung der damit verbundenen Risiken müssen die Anleger laufend über die genutzten Geschäftsstrukturen hinsichtlich der Vornahme von Wertpapierfinanzierungsgeschäften und Gesamtrenditeswaps informiert werden.